# Copa Italia de Aficionados
La Copa Italia de Aficionados (en italiano: Coppa Italia Dilettanti) es una competición anual que disputan los equipos de la quinta y sexta división de Italia (Eccellenza y Promozione) que se juega bajo el formato de grupos para definir a 19 clasificados a una fase de eliminación directa que se juega en el Stadio Flaminio en la capital Roma.
La copa se juega desde 1966 y hasta 1999 participaban también los equipos de la Serie D, la cuarta división de Italia, hasta que abandonaron la copa al crear la Copa Italia Serie D.
El campeón obtiene el ascenso a la Serie D.

## Ediciones anteriores

### Con la Serie D
| - 1966–67 – Impruneta - 1967–68 – Stefer (Rome) - 1968–69 – Almas (Rome) - 1969–70 – Ponte San Pietro - 1970–71 – Montebelluna - 1971–72 – Valdinievole - 1972–73 – Jesolo - 1973–74 – Miranese - 1974–75 – Banco (Rome) - 1975–76 – Soresinese - 1976–77 – Casteggio - 1977–78 – Sommacampagna - 1978–79 – Ravanusa - 1979–80 – Cittadella - 1980–81 – Internapoli - 1981–82 – Leffe - 1982–83 – Lodigiani | - 1983–84 – Montevarchi - 1984–85 – Rosignano - 1985–86 – Policassino - 1986–87 – Avezzano - 1987–88 – Altamura - 1988–89 – Sestese - 1989–90 – Breno - 1990–91 – Savona - 1991–92 – Quinzano - 1992–93 – Treviso - 1993–94 – Varese - 1994–95 – Iperzola - 1995–96 – Alcamo - 1996–97 – Astrea - 1997–98 – Larcianese - 1998–99 – Casale |

### Sin la Serie D
- 1999–2000 – Orlandina
- 2000–01 – Comprensorio Nola
- 2001–02 – Boys Caivanese
- 2002–03 – Ladispoli
- 2003–04 – Salò
- 2004–05 – Colognese
- 2005–06 – Esperia Viareggio
- 2006–07 – Pontevecchio
- 2007–08 – HinterReggio
- 2008–09 – Virtus Casarano
- 2009–10 – Tuttocuoio
- 2010–11 – Ancona 1905
- 2011–12 – Bisceglie
- 2012–13 – Fermana
- 2013–14 – Campobasso
- 2014–15 – Virtus Francavilla
- 2015–16 – Sanremese
- 2016–17 – Villabiagio
- 2017–18 – Sankt Georgen
- 2018–19 – Casarano
- 2019–20   No hubo
- 2020–21   No hubo
- 2021–22 – Barletta
- 2022-23 – Cast Brescia